# Despacho 100
O Plano de Renovação da Marinha de Comércio, popularmente conhecido como Despacho 100, foi uma peça de legislação portuguesa que reorganizava a marinha mercante, e que teve um enorme impacto nesta e na indústria nacional.

## História

### Antecedentes
A Segunda Guerra Mundial provocou enormes transtornos no comércio mundial. Portugal, mesmo tendo se mantido neutral no conflito, era incapaz de assegurar a sua auto-suficiência, e nesse período perdeu tradicionais fornecedores de matérias-primas e de alimentos, que desviaram a sua produção e capacidade de transporte para o esforço de guerra. Esse fato, aliado à reduzida dimensão e envelhecimento da marinha mercante portuguesa, que impossibilitava o transporte à escala necessária dos alimentos e matérias-primas produzidos nas colónias africanas e em outros países neutrais, fez com que, no país, no período entre 1940 e 1945 ocorressem sérias carências de abastecimento que conduziram a racionamentos de alimentos e combustíveis, tal como nos países em guerra.
Por outro lado o facto de Portugal ter conseguido, ainda assim, manter rotas comerciais e de passageiros, fez com que, ao final do conflito, as companhias de transportes marítimos estivessem em excelente situação financeira, assim como o próprio país que, impossibilitado de importar bens, e exportando tudo o que podia para os países beligerantes, obteve saldos enormes saldos positivos em sua balança comercial. Estavam assim reunidas as condições financeiras, pela primeira vez em mais de 200 anos, que permitiram um investimento estruturado na Marinha mercante.

## O Despacho 100
A 10 de agosto de 1945 o então Capitão de mar-e-guerra Américo Tomás publicou no Diário do Governo um despacho de reorganização da marinha mercante portuguesa no qual era prevista, no prazo de 10 anos, a construção de 70 navios com um total de 376 300 toneladas de porte bruto distribuídos pelos diversos armadores nacionais. Previa-se a construção de 9 navios mistos de passageiros e carga, 4 navios-tanque, 45 navios cargueiros e mais 12 navios costeiros para cabotagem em África e nas Ilhas Adjacentes.
As carreiras que regulamentava eram as seguintes:
- Ilhas Adjacentes (Açores e Madeira);
- Cabo Verde e Guiné;
- S. Tomé e Angola;
- Moçambique;
- Índia;
- Macau e Timor;
- Norte de África (fosfatos);
- Inglaterra e Norte da Europa (carvão, sulfato de amónio e carga geral);
- Estados Unidos (carga geral);
- Brasil;
- Argentina (trigo);
- Chile (nitratos);
- Golfo do México (combustíveis líquidos).[2]

## A execução
O primeiro navio a ser adquirido ao abrigo do Despacho 100 foi o cargueiro "N/M Benguela", comprado na Suécia pela Companhia Colonial de Navegação.
Ao abrigo do Despacho foram construídos 56 navios com 339 407 toneladas de porte bruto num valor total de 3 105 934 contos, que correspondente a um valor, em 2010, de cerca de 1 207 milhões de euros.
No início programa estava prevista a atribuição, aos diversos armadores nacionais, da construção de vários petroleiros que, posteriormente, vieram a ser integrados numa nova empresa dedicada exclusivamente ao transporte de granéis líquidos: a Sociedade Portuguesa de Navios Tanques (Soponata).
O programa foi concluído em 10 de agosto 1955 com a entrada na barra de Lisboa do paquete "N/M Niassa".

## Consequências
O Despacho apresentava algumas limitações, como por exemplo: não abrangia a frota pesqueira, que foi objecto de outro diploma na mesma época, conhecido por 1ª renovação, e, nos meados da década de 1960 por um segundo, que ficou conhecido por 2ª renovação.
O Despacho, apesar de a maioria dos seus navios ter sido construída em estaleiros navais estrangeiros, permitiu também o desenvolvimento da moderna indústria de construção naval no país, sobretudo com as encomendas daSociedade Geral e Soponata a estaleiros nacionais.
Paralelamente ao Despacho seguiram-se outras medidas essenciais, tais como a criação do Fundo de Renovação da Marinha Mercante, que assegurava o financiamento dos navios, e da Escola de Marinheiros e Mecânicos da Marinha Mercante, em 1946.
Graças ao Despacho foram construídos grandes paquetes, como  o "N/T Vera Cruz", que se tornou motivo de orgulho nacional.Em paralelo com as construções integradas no Despacho 100, construíram-se no período de abrangência do Despacho 100 outros navios mercantes, por iniciativa exclusiva dos armadores, com financiamentos independentes, o maior dos quais foi o "N/T Santa Maria".
Apesar de a marinha mercante portuguesa ter ficado apetrechada com cargueiros e paquetes modernos, os seus métodos medíocres de gestão nunca conseguiram que a mesma saísse da sua zona de conforto (Portugal, Colónias e Brasil) nunca conseguindo sobreviver em regime de concorrência direta com os armadores estrangeiros. Este facto veio a ser determinante, conjuntamente com a nacionalização, em 1975, no desaparecimento quase total da Marinha Mercante Portuguesa no ultimo quartel do século XX. O último grande armador português, a Soponata foi vendida a um armador estrangeiro em 2004.